# Askia Jones
Askia Rahman Jones (Filadelfia, 3 dicembre 1971) è un ex cestista statunitense naturalizzato venezuelano, professionista nella NBA, in Europa, Sudamerica e Asia.
È il figlio di Wali Jones.